# Heinrich Wieleitner
Heinrich Wieleitner , né le 31 octobre 1874 à Wasserburg am Inn, mort le  27 décembre 1931 à Munich  est un historien des mathématiques allemand. 

## Biographie
D'un milieu humble, il suit la formation des futurs prêtres catholiques. Mathématicien de génie, il a du talent pour les langues ; le latin, le grec, le  français, l'italien et l'anglais. 
À partir de 1893, il étudie les mathématiques à Munich. Assistant, puis enseignant dans le secondaire, en 1898 à Spire, il obtient son doctorat à Ferdinand von Lindemann la même année.
En 1904, il  participe au Congrès international des mathématiciens  de Heidelberg. 
En 1909, il est nommé à Pirmasens, toujours dans le secondaire. 
En 1915, il devient directeur de l'école de Spire. 
En 1920, il est nommé directeur adjoint dans une école secondaire à Augsbourg. 
En 1926, il devient directeur de la nouvelle école secondaire de Munich. 
Sa réputation d'historien des mathématiques grandit à l'époque et  Arnold Sommerfeld lui propose une habilitation. 
À partir de 1928 il enseigne l'histoire des mathématiques à l'Université de Munich. 
En 1930, il devient professeur honoraire. 

Membre du Comité international d'histoire des sciences à Paris, il a combattu férocement les erreurs de Moritz Cantor. À sa mort, Bortolotti le hisse comme l'égal et le successeur de Paul Tannery, Gustaf Eneström et Hieronymus Georg Zeuthen. On lui doit notamment  la publication des leçons de trigonométrie d'Al-Biruni (Hanovre, 1927) ainsi que la redécouverte, en Allemagne, de Marino Ghetaldi

## Travaux
- (de) théorie des courbes algébriques d'ordre supérieur, Leipzig, 1905 (collection de Schubert]
- (de) Spezielle ebene Kurven, Leipzig 1908 (collection de Schubert)
- (de) Der Begriff der Zahl in seiner logischen und historischen Entwicklung (le concept de nombre dans son développement logique et historique), Leipzig, Berlin 1911, 3 Edition 1927.
- (de) Algebraische Kurven (les courbes algébriques), partie 1, 2, Sammlung Goschen, 1914, 1918, 3e Edition 1930.
- (de) Die Geburt der modernen Mathematik (la naissance des mathématiques modernes), 2 volumes, Karlsruhe, 1924, 1925.
- (de) Avec S. Günther Geschichte der Mathematik, (histoire des mathématiques), Leipzig, 2 volumes, Leipzig, Schubert Collection, 1908 (Günther, tome 1), 1911, 1921 ( Wieleitner, tome 2 en deux parties).
- (de) Geschichte der Mathematik (histoire des mathématiques), collection Goschen, deux volumes en 1922, 1923.
- (de)  Mathematische Quellenbücher (les livres aux sources des mathématiques), quatre volumes, Berlin 1927-1929.
- (de) Frühgeschichte des Imaginären Les débuts de l'imaginaire, DMV Rapport annuel 1927.
- (de) Bemerkungen zu Fermats Methode (sur la méthode de Fermat de l'exploration des valeurs extrêmes et la détermination des tangentes courbe), DMV Rapport annuel 1929.